# Bonagota moronaecola
Bonagota moronaecola là một loài bướm đêm thuộc họ Tortricidae. Nó là loài đặc hữu của Ecuador.
The name refers to the name of the Province Morona-Santiago where the type locality is situated. –colo is Latin for I live.
Sải cánh dài khoảng 23 mm.